# Antonio de León Pinelo
Antonio Rodríguez de León Pinelo (ca. 1595-1660), historiador y jurista español.

## Biografía
Nació según parece en Valladolid, en el seno de una familia judeoconversa (judío que se ha convertido a otra religión) de origen portugués que, acosada por la Inquisición española - su abuelo fue quemado por judaizante en el auto de fe público realizado en Lisboa en 1596 -, buscó refugio en América hacia 1604.
León Pinelo vivió en América parte de su infancia y toda su juventud, estudiando con los jesuitas y en la Universidad de San Marcos de Lima. Antes de establecerse en Lima (donde su padre llegaría a ser capellán del arzobispo) su familia pasó por Tucumán, Argentina y Charcas (Sucre, Bolivia).
Hacia 1622 viajó a Madrid junto con su hermano Diego (que estudiaría en la Universidad de Salamanca); en 1624 el Consejo de Indias le encargó la recopilación de las Leyes de Indias, que terminó diez años después. Entre 1636 y 1639 ocupó el cargo de relator del Consejo. En 1658 fue nombrado Oidor de la Casa de Contratación de Indias en Sevilla y, tras el fallecimiento de Gil González Dávila, Cronista Mayor de Indias.
En Madrid escribió los Anales o Historia de Madrid: Desde el Nacimiento de Nuestro Señor Jesucristo, hasta el año de 1658, de cuyos manuscritos se conservan copias en la Biblioteca Nacional de España (Madrid). Algunos de estos manuscritos los editó y publicó por primera vez Ricardo Martorell Téllez-Girón.
Fue un gran coleccionista, recopilador incansable, que se esforzó por poseer y atesorar cuanto papel llegaba a sus manos. Ya sus contemporáneos lo consideraron como uno de los más importantes bibliógrafos de su tiempo.

## Obras

Recopilación de Leyes de los Reynos de las Indias.

- Epitome de la Biblioteca oriental i occidental, nautica i geografica... En Madrid, Juan Gonzalez, 1629.
- Tratado de confirmaciones reales de encomiendas y oficios y casos en que se requieren para las Indias Occidentales. 1630.
- Aparato a la historia, que en Madrid, Corte de España, escrive el Licenciado Antonio de Leon... intitulada, La Ciudad de los Reyes, Lima, su fundacion i grandezas, virreyes, prelados i ministros, origen i govierno de sus tribunales.... 1631.
- Question moral: si el chocolate quebranta el ayuno eclesiastico: tratase de otras bebidas i confecciones que usan en varias provincias..., en Madrid por la viuda de Juan González, 1636.
- Velos antiguos i modernos en los rostros de las mugeres sus conueniençias i daños: ilustracion de la Real Prematica de las tapadas... En Madrid: por Iuan Sánchez, 1641.
- Aparato politico de las Indias Occidentales... En Madrid, 1653.
- Vida del Ilustrissimo i Reverendissimo D. Toribio Alfonso Mogrovejo, arcobispo de la ciudad de los Reyes Lima... 1653.
- El Paraiso en el Nuevo Mundo: comentario apologetico : historia natural, y peregrina de las Indias Occidentales, islas, i Tierra-Firme del Mar Occeano. En Madrid, 1656.
- Historia de Madrid desde el nacimiento de Cristo Nuestro Señor hasta el año de 1658. 1711.
- Un manuscrito desconocido de Antonio León Pinelo. Editado por Lewis Hanke. Imprenta universitaria, 1937.
- El gran canciller de las Indias: Estudio preliminar Escuela de Estudios Hispano-Americanos, 1953.
- Relación Sobre la Pacificación y Población del Manche I Lacandon. Editado por Jose Prorrua Turanzas, 1958.

### Colector
- Autos, acuerdos i decretos de gobierno del Real i Supremo Consejo de las Indias... En Madrid : por Diego Díaz de la Carrera, 1658.